# PawN
Heo Won-seok (hangul: 허원석), más conocido como PawN, es un jugador profesional de League of Legends surcoreano, que actualmente se desempeña como el midlaner (carrilero central) del equipo chino EDward Gaming.
Pawn comenzó a jugar League of Legends profesionalmente en 2013, en el equipo coreano MiG Blitz. Luego se incorporó a la plantilla de MVP Blue, que pasó a ser Samsung Blue.
Junto con Samsung Blue, Won-seok asistió al Campeonato Mundial de la Temporada 2013 de League of Legends, pero no pudieron salir de la fase de grupos y quedaron eliminados.
En 2014, PawN y dade, los midlaners de Samsung Blue y White respectivamente decidieron intercambiar equipos, previa sugerencia de su entrenador, Homme. Los equipos fueron exitosos en la temporada 2014, con Blue consagrándose campeón de la liga coreana (LCK), y con ambos equipos clasificándose al mundial de 2014.
En el mundial, el equipo de PawN, conformado además por imp, Mata, DanDy, Looper y Skatch, se impuso a su equipo hermano, Samsung Blue en las semifinales y al equipo chino Star Horn, consagrándose campeones del mundo.
PawN se incorpora posteriormente al equipo chino EDward Gaming, reemplazando a Unstoppable, junto con Deft, el AD Carry de Samsung Blue. El equipo gana el torneo chino de primavera y califica al Mid-Season Invitational. En este campeonato, derrota a SKT, uno de los mejores equipos del mundo y se alza con la copa. El equipo pierde las finales regionales de verano, pero aun así califica al Campeonato mundial. PawN y compañía caen ante FNATIC en los cuartos de final.
En 2016, PawN continúa jugando para EDG, pero sus problemas de salud le impiden estar en su lugar regularmente, por lo que su compatriota Scout toma su lugar en muchos juegos. El equipo clasificó al Mundial de 2016 al ganar el torneo regional chino, donde PawN jugó algunos partidos. EDward Gaming fue eliminado en los cuartos de final. Posteriormente PawN, junto con su compañero Deft abandonaron EDG para integrarse a la alineación del club coreano KT Rolster.